# Monika Bejnar
Monika Bejnar (née le 10 mars 1981 à Tarnów) est une athlète polonaise spécialiste du 400 mètres.

## Biographie
En 2006, aux championnats d'Europe de Göteborg elle termine quatrième du 200 m et remporte la médaille de bronze avec le relais 4 x 400 mètres polonais.
Elle a participé aux Jeux Olympiques de 2004 et de 2008. En 2004, aux Jeux Olympiques d'Athènes, elle termine cinquième avec le relais 4 x 400 mètres.

### Palmarès
| Date | Compétition                    | Lieu      | Résultat | Épreuve   | Performance   |
| ---- | ------------------------------ | --------- | -------- | --------- | ------------- |
| 2001 | Championnats d'Europe espoirs  | Amsterdam | 2e       | 4 × 400 m | 3 min 32 s 38 |
| 2003 | Championnats d'Europe espoirs  | Bydgoszcz | 4e       | 400 m     | 52 s 35       |
| 2003 | Championnats d'Europe espoirs  | Bydgoszcz | 5e       | 4 × 400 m | 3 min 34 s 04 |
| 2003 | Championnats du monde          | Paris     | 5e       | 4 × 400 m | 3 min 26 s 64 |
| 2004 | Championnats du monde en salle | Budapest  | 4e       | 4 × 400 m | 3 min 30 s 52 |
| 2004 | Jeux olympiques                | Athènes   | 5e       | 4 × 400 m | 3 min 25 s 22 |
| 2005 | Championnats d'Europe en salle | Madrid    | 6e       | 400 m     | 52 s 63       |
| 2005 | Championnats d'Europe en salle | Madrid    | 2e       | 4 × 400 m | 3 min 29 s 37 |
| 2005 | Universiade                    | Izmir     | 2e       | 4 × 400 m | 3 min 27 s 71 |
| 2006 | Championnats du monde en salle | Moscou    | 4e       | 4 × 400 m | 3 min 28 s 95 |
| 2006 | Championnats d'Europe          | Göteborg  | 4e       | 200 m     | 23 s 28       |
| 2006 | Championnats d'Europe          | Göteborg  | 3e       | 4 × 400 m | 3 min 27 s 77 |
| 2006 | Coupe du monde des nations     | Athènes   | 5e       | 200 m     | 23 s 21       |
| 2006 | Coupe du monde des nations     | Athènes   | 5e       | 4 × 400 m | 3 min 27 s 22 |

### Records
| Épreuve    | Épreuve      | Performance | Lieu           | Date            |
| ---------- | ------------ | ----------- | -------------- | --------------- |
| 200 mètres | En plein air | 22 s 91     | Nuremberg      | 30 juillet 2006 |
| 200 mètres | En salle     | 23 s 55     | Spała          | 26 février 2006 |
| 400 mètres | En plein air | 51 s 68     | Biała Podlaska | 25 juin 2005    |
| 400 mètres | En salle     | 52 s 36     | Moscou         | 10 mars 2006    |